# Marakkayar
Marakkayar és la comunitat musulmana de Tamil Nadu; el nom deriva de la paraula àrab makar (barca) alterat pel tàmil. Variants són marakkar, maraikayar, maraicayar, maricar i marican i voldrien dir moro. El 1975 s'estimaven en uns cent mil. Abdul Kalam Maraikkayar és el personatge més notable: fou l'onzè president de l'Índia (2002-2007). Un grup de musulmans rics del Districte de Tanjore van formar al segle xix (potser ja al segle xviii) una comunitat separada anomenada Labbai. El marakkayar dominen el comerç amb el sud-est asiàtic. El seu centre principal (religiós) és a Nagappattinam-Nagore on hi ha la tomba de Shah al-Hamid Abd al-Kadir, mort el 1600, conegut com a Kadir Wali o Miran Sahib; la custòdia del santuari està a càrrec de princeses de la casa reial de Tanjore.